# 녹색당 (콜롬비아)

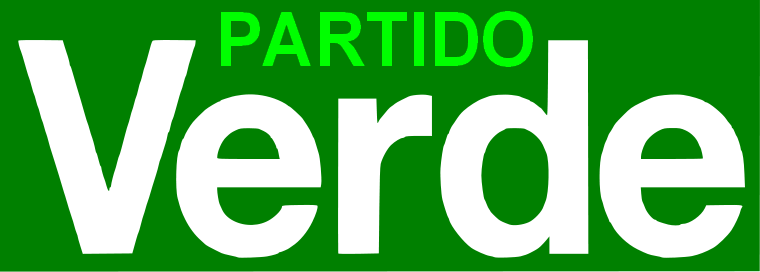

녹색당(스페인어: Alianza Verde)은 콜롬비아의 녹색정치 정당으로, 2005년 설립되었다. 2014년 총선거 결과, 콜롬비아 상원의 경우 철저한 변화에 이어 제5당인 반면 콜롬비아 하원의 경우 국민통합당과 마찬가지로 제6당이다.